# Ngày Quân đội Ba Lan
Ngày Quân đội, cũng được biết đến là Ngày các lực lượng vũ trang Ba Lan (tiếng Ba Lan: Święto Wojska Polskiego), là một ngày lễ quốc gia được tổ chức hàng năm vào ngày 15 tháng 8 ở Ba Lan, để kỷ niệm chiến thắng năm 1920 trước Xô viết Nga trong Trận Warszawa của cuộc Chiến tranh Nga-Ba Lan (1919-1921). Ngày Quân đội được tổ chức kết hợp với Lễ Đức Mẹ Lên Trời vì đây cũng là một ngày lễ riêng. Sự kiện được đánh dấu bằng lễ diễu binh, duyệt binh, trưng bày và tưởng nhớ của toàn bộ các tổ chức của Quân đội Ba Lan trên toàn quốc. Một trong những sự kiện nổi bật của ngày này là việc tổ chức diễu hành lớn qua trung tâm thành phố ở thủ đô Warszawa. Được tổ chức lần đầu trong thời gian Đệ Nhị Cộng hòa, ngày lễ đã bị chính quyền cấm đoán trong thời kỳ cộng sản từ năm 1947, và chỉ được hồi sinh vào năm 1992.

## Lịch sử
Trong sự kiện được các nhà phê bình gọi là "Kỳ tích Vistula," Bộ binh Ba Lan dưới sự chỉ huy của Nguyên soái Józef Klemens Piłsudski đã đẩy lùi thành công một đợt công kích của Hồng quân bên ngoài Warszawa hồi giữa tháng 8 năm 1920. Việc quân Nga thua trận đảm bảo cho sự an toàn của thủ đô và sống còn của nền Đệ Nhị Cộng hòa Ba Lan non trẻ. Để kỷ niệm chiến thắng của cộng hòa trước Hồng quân, Bộ trưởng Bộ Quân vụ Stanisław Szeptycki đã lập nên Lễ Chiến sĩ (Święta Żołnierza), hay Ngày Chiến sĩ vào năm 1923. Trong ngày tuyên bố lễ, Szeptycki tuyên bố rằng "nhân kỷ niệm của thất bại đáng nhớ khi Bolshevil công kích vào Warszawa, chúng ta tôn vinh ký ức về những người đã thiệt mạng, bất kể lứa tuổi nào, trong các trận chiến với kẻ thù và vì nền độc lập của Ba Lan." Ngày 15 tháng 8 được chọn vì trùng với đợt phản công ban đêm của Sư đoàn Núi số 21 vào quân đội Nga, buộc Hồng quân phải rút quân toàn bộ. Ngoài ra, chính phủ Đệ Nhị Cộng hòa mong muốn quân đội hợp tác nhiều hơn với nhà nước mới, đồng thời cải thiện hình ảnh của quân đội trong toàn dân.
Lễ Chiến sĩ vẫn là ngày lễ kỷ niệm cho đến năm 1947 khi chính phủ cộng sản mới thành lập của Cộng hòa Nhân dân Ba Lan dừng truyền thống này. Năm 1950, Hội đồng Bộ trưởng (Ba Lan) dưới thời Thủ tướng Józef Cyrankiewicz đã thông qua quy định để tổ chức chính thức cho quân đội vào ngày 12 tháng 10. Đổi tên lễ kỷ niệm thành Ngày Quân đội Ba Lan (Dzień Wojska Polskiego), ngày đánh dấu kỷ niệm của các đơn vị Sư đoàn Bộ Binh Tadeusz Kościuszko số 1 do Xô Viết tổ chức, giao chiến với các đơn vị Đức trong Trận Lenino hồi tháng 10 năm 1943. Chính phủ cộng sản nhận thấy rằng không thể tổ chức ngày 15 tháng 8 như ban đầu vì ý nghĩa lịch sử trùng khớp khi nhắc đến chiến thắng vinh quang trước Hồng quân. Sau khi quay trở lại nền dân chủ trong sự trỗi dậy của các sự kiện của năm 1989, ngày 30 tháng 7 năm 1992, [[Sejm|Hạ viện] đã phê chuẩn việc khôi phục Ngày Quân đội như ban đầu là ngày 15 tháng 8, bãi bỏ tuyên bố năm 1950 của thời kỳ cộng sản trước đó.

## Lễ kỷ niệm
Ngày Quân đội được tổ chức khắp Ba Lan với diễu binh, tổ chức lễ cho những người tại ngũ, cựu chiến binh và người đã mất. Vì trùng với ngày lễ tôn giáo Đức Mẹ Lên Trời, các buổi lễ nhà thờ khắp cả nước đều nêu lên ký ức về những quân nhân Ba Lan đã tử trận. Ngoài ra, một số các sự kiện mang chủ đề quân sự được tổ chức tại nhiều thị trấn và thành phố lớn trong cả nước, bao gồm trình diễn thiết bị cho công chúng và các sự kiện tham quan tự do. Nam và nữ quân nhân tại ngũ tham gia tích cực vào nhiều sự kiện, các tình nguyện viên tham gia thường xuất hiện với phục trang lịch sử gồm những thiết bị hay trang phục được tặng từ thời Chiến tranh Nga-Ba Lan (1919-1921) hay các giai đoạn lịch sử khác.
Ở Warszawa, ngày lễ được tổ chức với các sự kiện cấp nhà nước tại trung tâm quận Śródmieście của thủ đô. Là người đứng đầu nhà nước và là Tổng tư lệnh, Tổng thống Ba Lan chủ trì các lễ thắc chức của các sĩ quan cao cấp gồm có thăng cấp từ cấp tá đến cấp tướng tại Dinh Tổng thống. Buổi lễ kỷ niệm được tiếp tục gần Ngôi mộ của người lính vô danh tại Quảng trường Piłsudski. Một trong những điểm thu hút chính của hoạt động lễ tại Warszawa là [lễ diễu binh]] của nam nữ quân nhân, cũng như lễ duyệt binh các thiết bị quân sự hiện có, dọc Đại lộ Ujazdów. Các sự kiện tại in Warszawa thường có sự thiam gia của các tổ chức chính trị quốc gia như Tổng thống, Thủ tướng và các thành viên lãnh đạo của Nội các. Các chính trị gia hàng đầu cũng tham gia đặt vòng hoa tại Đài tưởng niệm Józef Klemens Piłsudski và tại Ngôi mộ của người lính vô danh.
Là quốc gia thành viên của NATO, Ngày Quân đội Ba Lan cũng thường có các đại diện từ quân đội đồng minh tham dự.
Cuộc diễu binh lớn nhất được tổ chức kể từ khi ngày này trở thành ngày nghỉ ở Warszawa là vào năm 2007 và 2008, và diễu hành được tổ chức hàng năm kể từ năm 2013. Năm 2019, lễ diễu hành được tổ chức ở phía nam thành phố Katowice để tôn vinh những người dân Silesia tham gia vào Khởi nghĩa Silesia trong giai đoạn 1919 -1921.

## Thư viện hình ảnh

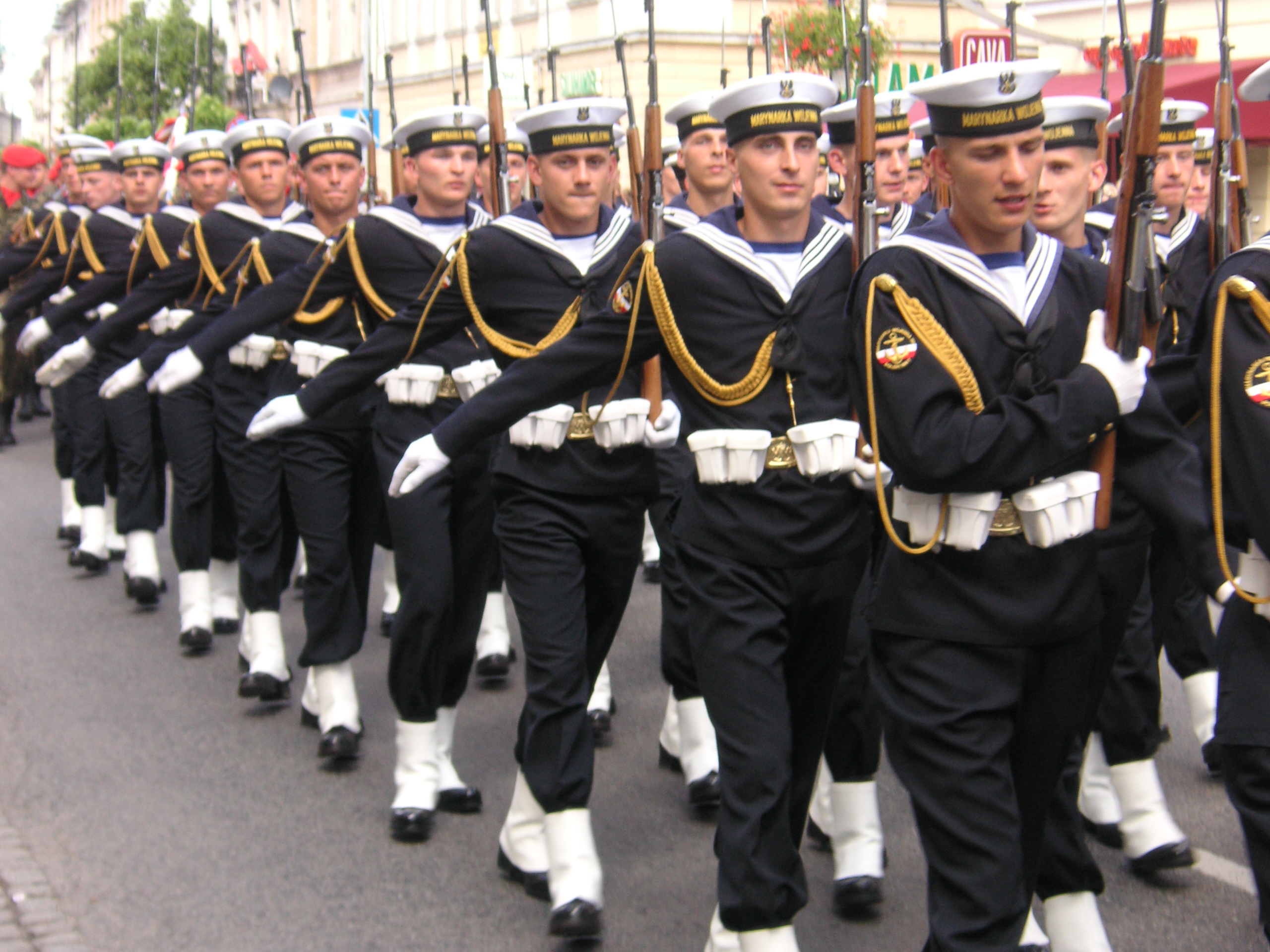
Thủy thủ Hải quân Ba Lan diễu hành dọc Phố Nowy Świat, Warszawa, 2006
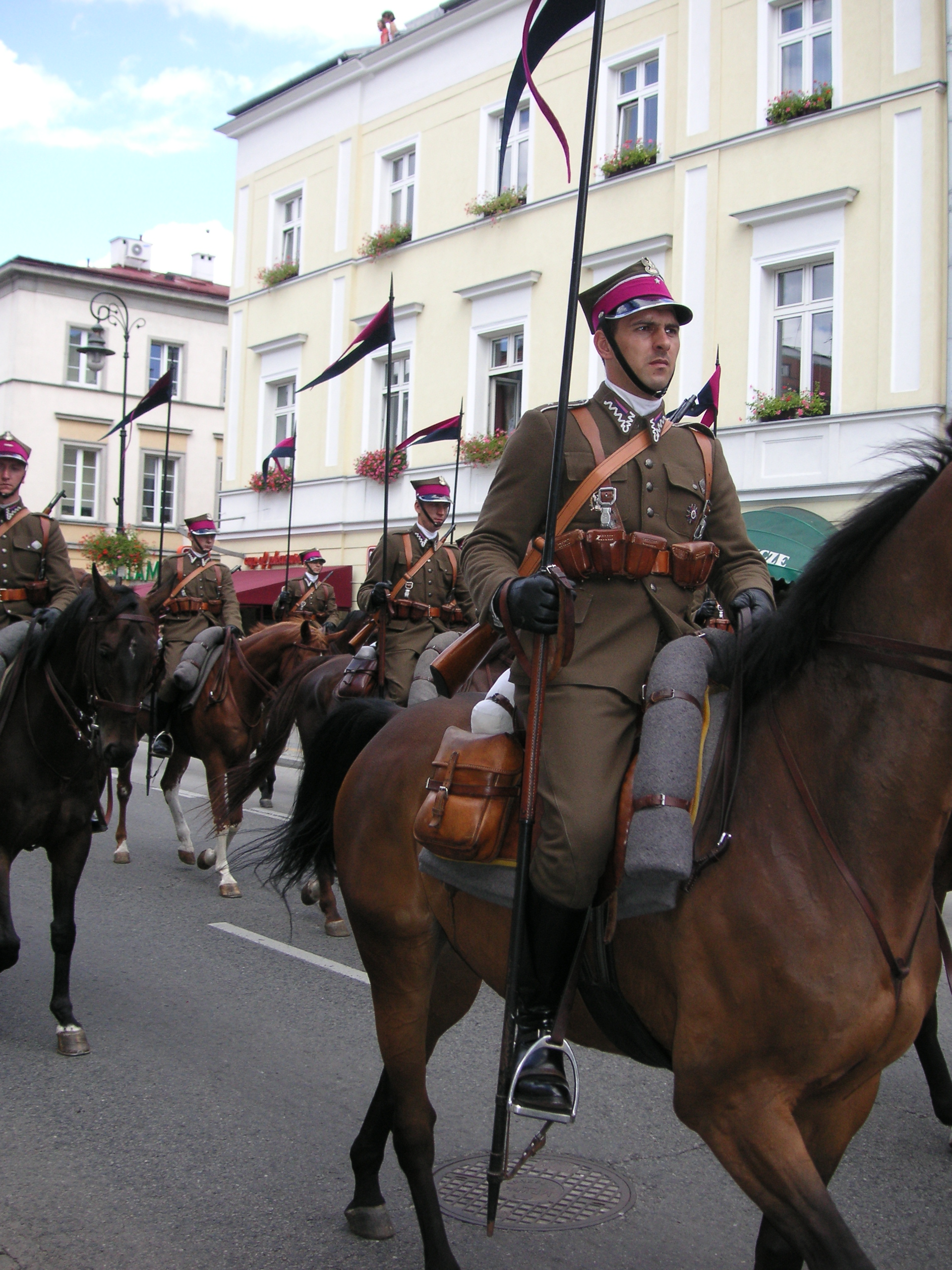
Đội Kỵ binh Ba Lan, Warszawa, 2006
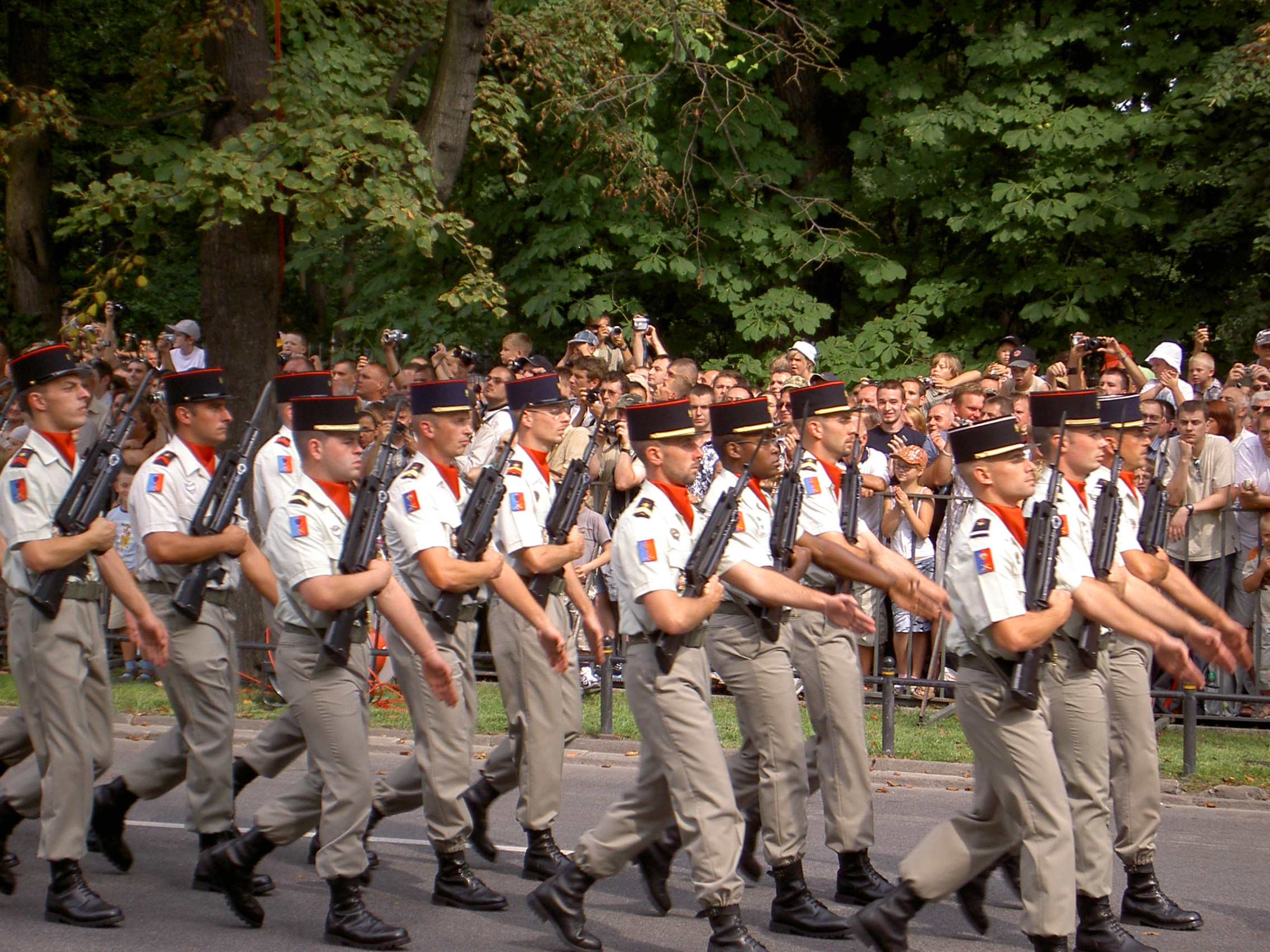
Bảo vệ danh dự của Trung đoàn Pháo binh đầu tiên của Lính đánh bộ Pháp, Warszawa, 2007
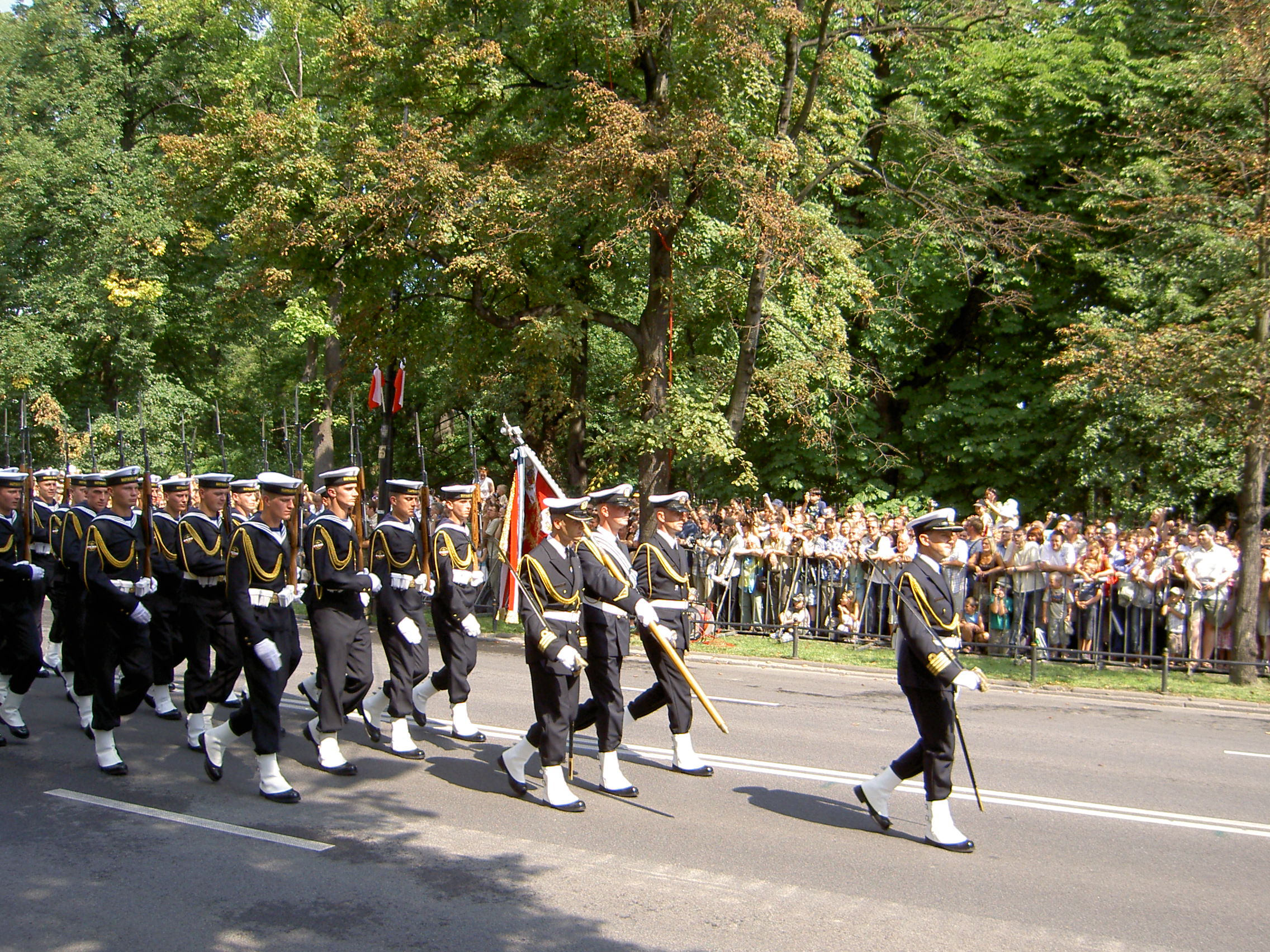
Thủy thủ của Hải quân Ba Lan, Warszawa, 2007
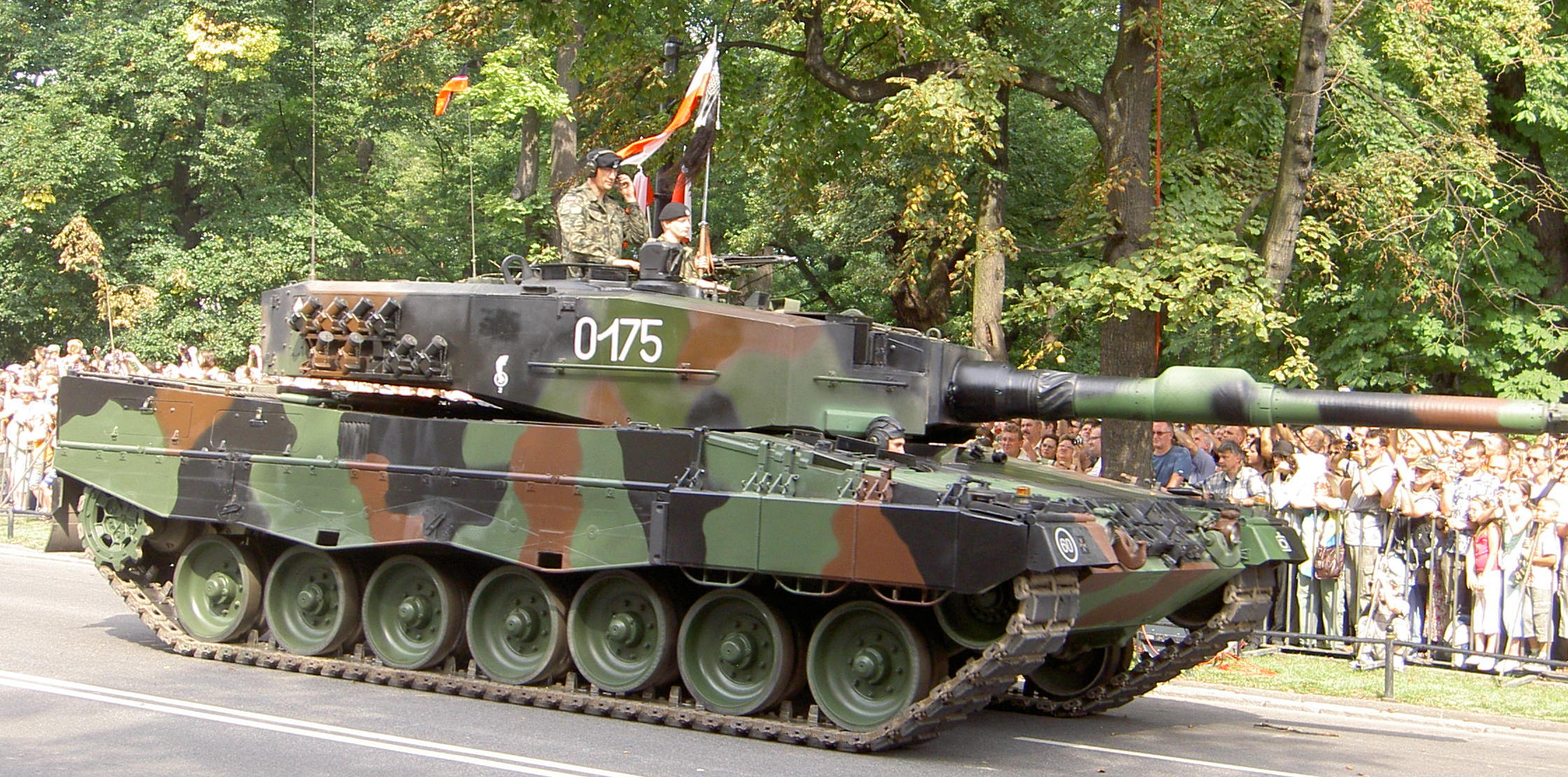
Một xe tăng Leopard 2 đang diễu hành, Warszawa, 2007
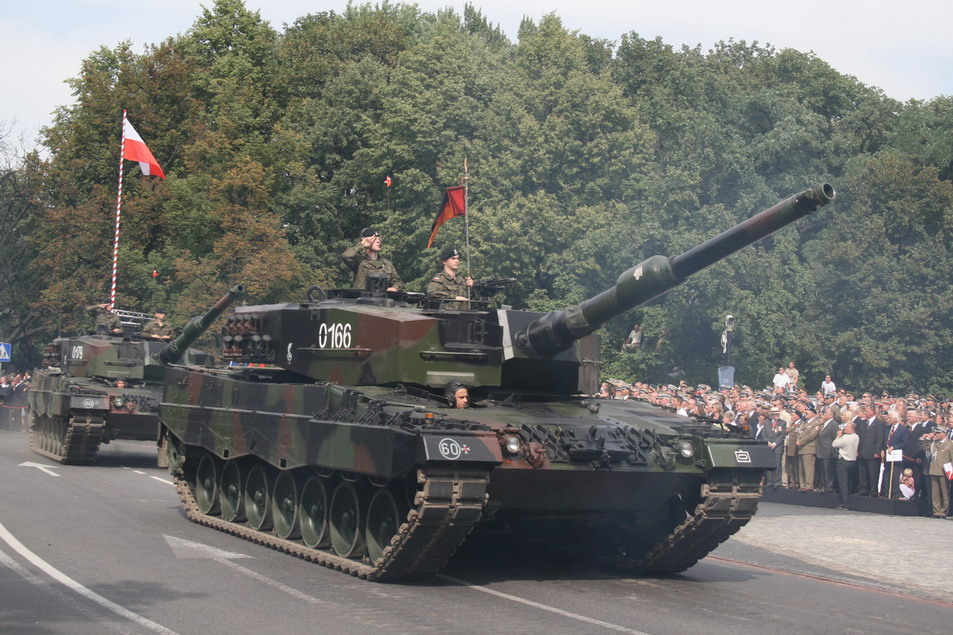
Đội hình xe tăng diễu hành, Warszawa, 2007
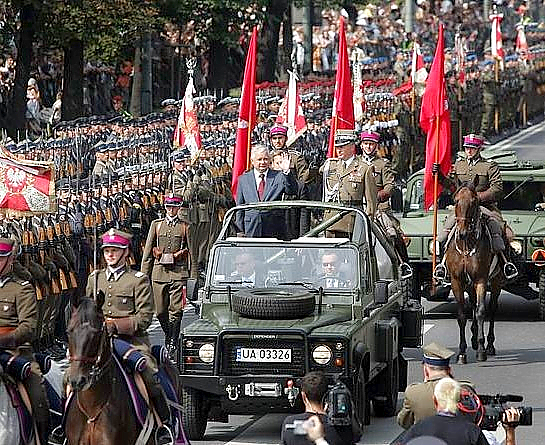
Tổng thống Lech Kaczyński duyệt đội hình, Warszawa, 2007
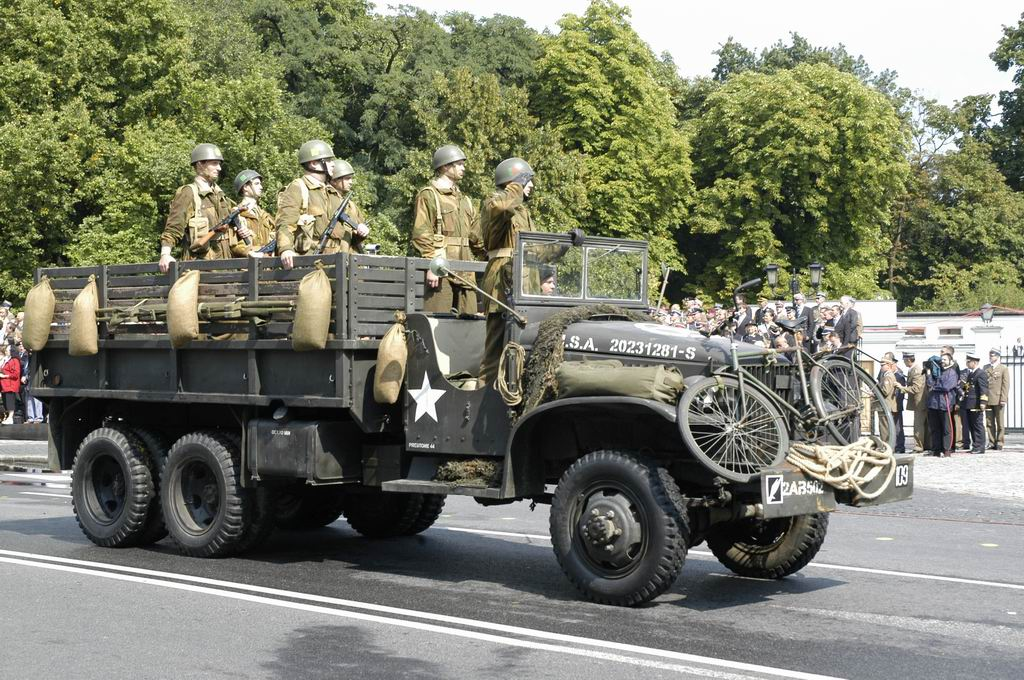
Các chiến sĩ trong quân phục của Chiến tranh thế giới thứ hai, Warszawa, 2008
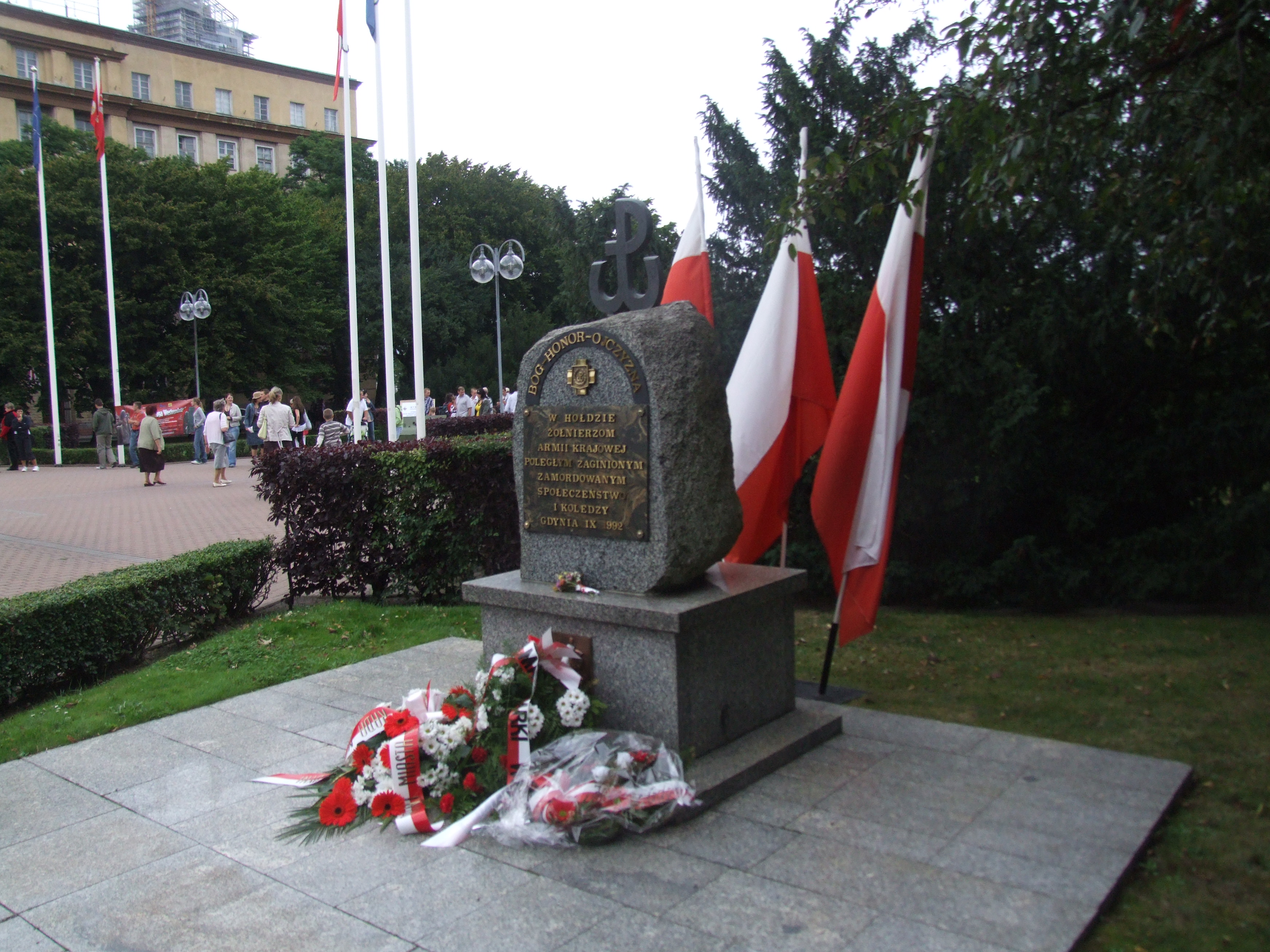
Hoa và vòng hoa được đặt tại Đài tưởng niệm Quân nội vụ trong Ngày Quân đội, Gdynia, 2008
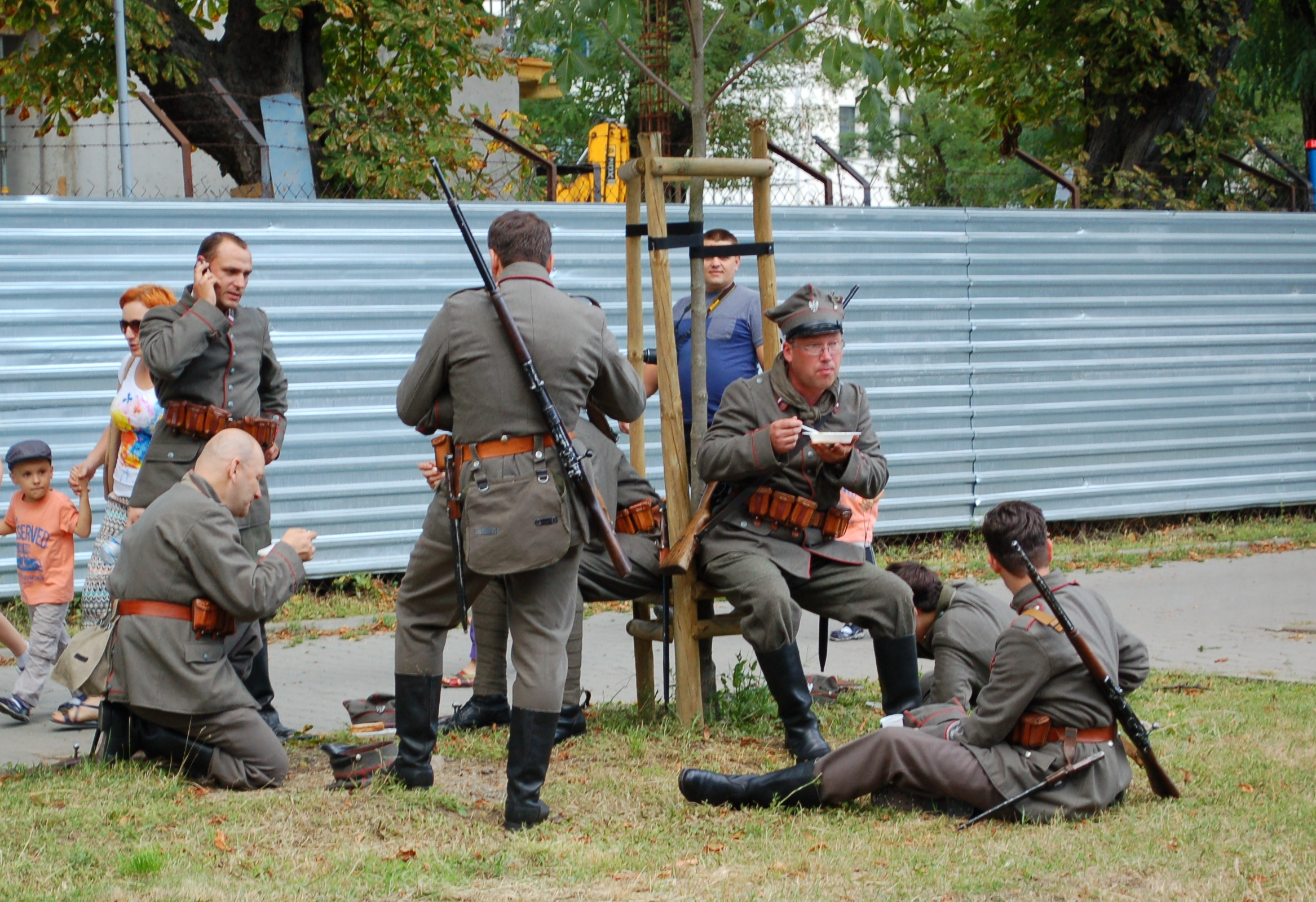
Những người tham gia tái hiện lịch sử trong trang phục thời kỳ Chiến tranh Nga-Ba Lan (1919-1921), Warszawa, 2013
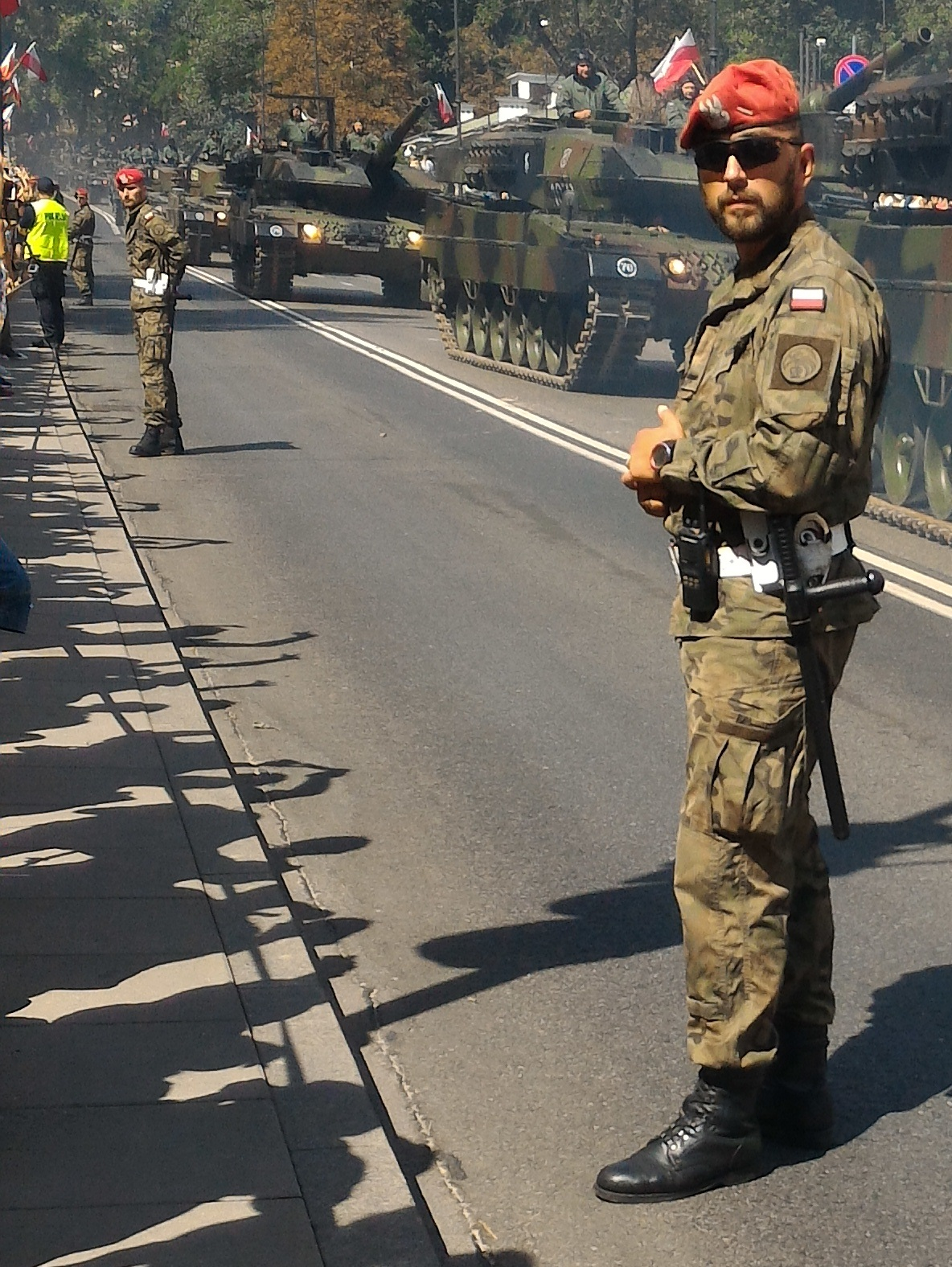
Các sĩ quan Cảnh vệ Ba Lan đảm bảo an ninh trong lễ diễu binh, Warszawa, 2017